# Cárdenas (Espanha)
Cárdenas é um município da Espanha 
na província e comunidade autónoma de La Rioja, de área 4,06 km² com população de 199 habitantes (2004) e densidade populacional de 49,01 hab/km².

## Demografia
| Variação demográfica do município entre 1991 e 2004 | Variação demográfica do município entre 1991 e 2004 | Variação demográfica do município entre 1991 e 2004 | Variação demográfica do município entre 1991 e 2004 |
| --------------------------------------------------- | --------------------------------------------------- | --------------------------------------------------- | --------------------------------------------------- |
| 1991                                                | 1996                                                | 2001                                                | 2004                                                |
| 264                                                 | 253                                                 | 224                                                 | 199                                                 |